# Lissandro Formica
Lissandro Formica også kaldt som Lissandro (født 2. oktober 2009) er en fransk sanger som repræsenterede Frankrig og vandt Junior Eurovision Song Contest 2022 med sangen "Oh Maman" sangen opnåede 203 point.